# Романенко Євген Ігорович
Євге́н Іго́рович Романе́нко (7 вересня 1980, Полтава) — керманич та засновник етно-рок гурту TaRuta, професійний музикант, співак, гітарист, автор пісень, бард, лауреат фестивалю «Червона Рута» (2005), артист Центру української пісні «Народна Філармонія», вихованець полтавської козацької школи, Заслужений артист України.
Дослідник автентичного фольклору, учасник багатьох етнографічних експедицій з пошуків автентичних стародавніх народних пісень. Учасник Революції Гідності, один з голосів та ведучих Майдану. Прес-секретар «Творчого патріотичного об’єднання «Музичний батальйон»

## Життєпис
Народився 7 вересня 1980 року в Полтаві.
Займався дзюдо, туризмом, альпінізмом, бойовим гопаком. Вихованець полтавської козацької школи.
Працював новинарем: проходив стажування на «Радіо Київ 98 FM», потім на телебаченні у програмі Ігоря Моляра «Парк автомобільного періоду», де вів свою рубрику. Був спец. кореспондентом музичного журналу «ПРО», а також головним редактором телевізійної програми «АвтоGT».
Своє 35-річчя відсвяткував в зоні бойових дій на сході України, де разом зі своїми литовськими побратимами — гуртом «Skylė» своїми піснями підтримували бойовий дух воїнів АТО.
Палить люльку.
Одружений з Оленою Романенко. Батько трьох дітей. Мешкає в Києві.

## Творчість
У 2003 році виграв обласний конкурс «Червоної Рути» в Полтаві, в 2005 році взяв участь у фіналі цього фестивалю і став лауреатом у жанрі «Акустична музика» з піснею «Крок за кроком». На той час грав зі своїми друзями в фанковому проекті «Берег Бонанзи». Під кінець 2005 — на початок 2006 року почав співати з Тарасом Компаніченко в етнічному колективі «Гуртоправці», який співпрацював з Олегом Скрипкою та «Ле Гранд Оркестр», «ВВ».

### «TaRuta»
З червня 2007 року — керманич етно-рок гурту TaRuta, ідея створення якого виникла на святкуванні уродин Євгена. Перший концерт гурту відбувся на День студента, 17 листопада 2007 року, в музично-педагогічному коледжі на Русанівці.
Євген «Їжак» так пояснює виникнення назви гурту:
| | \| ТаРута» — це саме "та Рута", яку треба шукати з дівчиною на Івана Купала в кущах. Це та сама рута, яку дівчата в Карпатах шукають раз на 10 років, оскільки вона раз у 10 років цвіте червоним кольором. Не зеленим і не жовтим, а саме червоним. Це чисто фольклорна назва. \| |
| ТаРута» — це саме "та Рута", яку треба шукати з дівчиною на Івана Купала в кущах. Це та сама рута, яку дівчата в Карпатах шукають раз на 10 років, оскільки вона раз у 10 років цвіте червоним кольором. Не зеленим і не жовтим, а саме червоним. Це чисто фольклорна назва. | |

Творчість ТаРути спочатку базувалася на авторських піснях Євгена, наразі гурт використовує творчі тексти різних поетів (Юрко Вовкогон, Дмитро Лазуткін, Дзвінка Торохтушко), а також надає нове життя старовинним українським народним пісням, створюючи для них сучасне авторське аранжування.
До Дня захисника України у 2016 році, у Євгена виникла ідея створити спільну пісню для українських воїнів на слова тернопільської поетеси Любов Бурак (Дзвінка Торохтушко):
| | \| До мене звернулися волонтери з Ірландії з проханням написати пісню про АТО. Цей вірш мене дуже вразив. Я зрозумів, що я не маю права привласнювати собі цю лірику, я мушу заспівати її разом з тими, з ким всі ці роки разом їжджу співати нашим бійцям в АТО – Борис Севастянов, Олександр Ярмола, Орест Криса. А ще мені хотілося, щоб у майбутньому ця пісня стала справжньою класикою, тому я вирішив робити її в естрадно-симфонічному аранжуванні. А в цій справі кращого за штатного аранжувальника «Віртуозів Слобожанщини» Бориса Севастьянова я не знаю. \| |
| До мене звернулися волонтери з Ірландії з проханням написати пісню про АТО. Цей вірш мене дуже вразив. Я зрозумів, що я не маю права привласнювати собі цю лірику, я мушу заспівати її разом з тими, з ким всі ці роки разом їжджу співати нашим бійцям в АТО – Борис Севастянов, Олександр Ярмола, Орест Криса. А ще мені хотілося, щоб у майбутньому ця пісня стала справжньою класикою, тому я вирішив робити її в естрадно-симфонічному аранжуванні. А в цій справі кращого за штатного аранжувальника «Віртуозів Слобожанщини» Бориса Севастьянова я не знаю. | |

Так виникла пісня «Молитва» у співпраці гуртів «TaRuta», «Гайдамаки» та Бориса Севастьянова.

### Пісні
Майже всі пісні гурту «TaRuta» є власними піснями Євгена.
- «Духовний ПарАвіз» (1999)[7];
- «Лелека»

## Діяльність у сфері освіти
Євген разом із іншими колегами з гурту TaRuta дає уроки гітари в біотехнологічному ліцеї «Радовель».

## Громадська діяльність
Займає активну громадянську позицію.
Учасник Революції Гідності, один з голосів Майдану, спочатку ведучий «нічної сцени», потім і «денної».
Волонтер, учасник фонду «Територія життя», разом з гуртом постійно їздить концертами на передову зони бойових дій російсько-української війни на сході України (відіграли понад півтисячі концертів для українських військовиків, з них 2/3 в зоні бойових дій).
Євген Романенко — один з активістів щодо надання квот пісням українською мовою та внесення змін до Закону України «Про телебачення і радіомовлення».

## Цитати
- |                                       | \| … беріть гречку, а голосуйте розумом.[9] \| |
| … беріть гречку, а голосуйте розумом. |                                                |
- |                                             | \| Любіть землю свою, і вона вам щастя родить.[15] \| |
| Любіть землю свою, і вона вам щастя родить. |                                                       |
- |                                                                               | \| … мусимо вичавлювати по краплині з себе раба. І починати це треба з культури.[18] \| |
| … мусимо вичавлювати по краплині з себе раба. І починати це треба з культури. |                                                                                         |
- |                                                                                                     | \| Ми поставили собі мету бути першим українським гуртом, який отримає Греммі у номінації World Music.[22] \| |
| Ми поставили собі мету бути першим українським гуртом, який отримає Греммі у номінації World Music. | |

## Відзнаки та нагороди
- Лауреат фестивалю «Червона Рута» у жанрі «Акустична музика»;
- Заслужений артист України[23]